# Bryum krausei
Bryum krausei là một loài Rêu trong họ Bryaceae. Loài này được (Hampe & Lorentz) Müll. Hal. mô tả khoa học đầu tiên năm 1900.